# Haapsalu város (közigazgatási egység)
Haapsaalu város (észtül: Haapsaalu linn) önálló önkormányzattal rendelkező község (vald) Észtország Lääne megyéjében. A 2017-es észtországi közigazgatási reform során hozták létre Haapsalu város önkormányzata és az egykori Ridala község összevonásával.
Területe 27 182 hektár. Lakossága 2024-es becslés alapján 12 884 fő.
A közigazgatási egységhez a székhelyen, Haapsalun kívül két nagyközség és 56 falu tartozik.

## Települései

### Székhely
Haapsalu

### Nagyközségek
Paralepa, Uuemõisa

### Falvak
Aamse, Allika, Ammuta, Emmuvere, Erja, Espre, Haeska, Herjava, Hobulaiu, Jõõdre, Kabrametsa, Kadaka, Kaevere, Kiideva, Kiltsi, Kiviküla, Koheri, Koidu, Kolila, Kolu, Käpla, Laheva, Lannuste, Liivaküla, Litu, Lõbe, Metsaküla, Mäeküla, Mägari, Nõmme, Panga, Parila, Puiatu, Puise, Pusku, Põgari-Sassi, Rohense, Rohuküla, Rummu, Saanika, Saardu, Sepaküla, Sinalepa, Suure-Ahli, Tammiku, Tanska, Tuuru, Uneste, Uuemõisa, Valgevälja, Varni, Vilkla, Võnnu, Väike-Ahli, Vätse, Üsse

## Testvérvárosok
Haapsalu testvérvárosai, zárójelben a testvértelepülési kapcsolat létrehozásának éve:
- Rendsburg, Németország (1989)
- Hanko, Finnország (1992)
- Haninge vald, Svédország (1998)
- Loviisa, Finnország (2000)
- Greve in Chianti, Olaszország (2002)
- Umany, Ukrajna (2003)
- Fundão, Portugália (2004)
- Eskilstuna vald, Rvédország (2005)[4]
- Betlehem, Palesztina (2010)[5]